# Serafino de' Cimminelli
Serafino de' Ciminelli, dit Serafino Aquilano ou Serafino dell'Aquila, (L'Aquila, 1466 - Rome, 10 août 1500) est un compositeur et poète italien.

## Vie et œuvre
De famille noble, en 1478 Serafino Aquilano est nommé page d'Antonio de Guevara, conte de Potenza. A Naples, il étudie la musique avec Guillaume Garnier et Josquin des Prés.
Il exerce son activité de poète, de musicien, d'improvisateur et de compositeur, à Rome au service du cardinal Ascanio Maria Sforza à partir de 1484, et à Naples au service de Ferdinand II d'Aragon à partir de 1493.
Artiste itinérant réclamé dans les principales cours du Nord de l'Italie, il travaille également au service des cours d'Urbino, Milan, Ferrare pour Isabelle d'Este et Mantoue pour Élisabeth de Mantoue.
Sa production poétique comprend notamment des strambotto, frottole, églogues et les livrets de représentations scéniques en musique dont il a été le principal interprète.
A Rome, il a été l'ami de Vincenzo Colli dit il Calmeta qui sera son premier biographe.
Serafino Aquilano est le principal représentant de la poésie officielle, ou "poésie de cour" de la seconde moitié du quattrocento italien, caractérisée par un pétrarquisme teinté d'une subtile influence populaire.